# Иван Найденов (футболист, р. 1902)
Вижте пояснителната страница за други личности с името Иван Найденов.
Иван Найденов – Найденката е български футболист, състезател на „Тича“ и „Шипченски сокол“. Роден е на 15 октомври 1902 във Варна. Играе първо за Гранит, после в Тича 1917 – 1928, в Шипченски Сокол 1928 – 1933.
Шампион е на България за 1932 г. Вицешампион за 1931 и 1933 г.
С отбора на „Тича“ печели първата спортна купа за България – през 1925 г. в Букурещ.  На финала на великденския футболен турнир в румънската столица, Найденов вкарва единият от трите гола във вратата на „Студентск“. 
В историята на варненския футбол остава като вечно засмения футболист.